# Catacumbas judías de Venosa
Las catacumbas judías de Venosa son un conjunto de catacumbas ubicadas cerca de la ciudad italiana de Venosa, provincia de Potenza, en la colina Maddelena.

## Descripción
Se desconoce la fecha exacta de construcción de las catacumbas, pero parece probable que fueran construidas y utilizadas entre los siglos IV y VI.
Fueron descubiertos en 1853 y no fueron objeto de estudio sistemático hasta después de 1974.
La estructura de las catacumbas es sencilla, con dos túneles paralelos conectados por pasajes.
En total, de las catacumbas se han encontrado unos setenta epígrafes, uno de los cuales está fechado precisamente en el año 521. La mayoría de los nombres enumerados en las catacumbas reflejan la tendencia de la diáspora judía a tomar nombres griegos o latinos en lugar de nombres en hebreo, y sólo una pequeña minoría de las personas enterradas allí tenían nombres que reflejaban una etimología hebrea. La escritura más antigua en las catacumbas suele ser en griego koiné, y el latín existe en las secciones más nuevas y profundas de las catacumbas. Hay más texto hebreo en estas catacumbas que en las catacumbas judías más conocidas de Roma. Se puede observar iconografía religiosa, como la menorá .